# Haploniscus unicornis
Haploniscus unicornis är en kräftdjursart. Haploniscus unicornis ingår i släktet Haploniscus och familjen Haploniscidae. Inga underarter finns listade i Catalogue of Life.